# Panzer Dragoon
Panzer Dragoon (パンツァードラグーン?) è un videogioco sviluppato da Team Andromeda e pubblicato nel 1995 da SEGA per Sega Saturn.
Primo videogioco dell'omonima serie e uno dei titoli di lancio della console SEGA, Panzer Dragoon presenta un'ambientazione postapocalittica, ispirata allo stile del fumettista francese Moebius e dei film Nausicaä della Valle del vento e Dune.
Nel 1996 il gioco ha ricevuto un prequel dal titolo Panzer Dragoon II Zwei (パンツァードラグーン ツヴァイ?) e una serie animata. Oltre allo spin-off per Game Gear, sono stati prodotti due seguiti: il videogioco di ruolo del 1998 Panzer Dragoon Saga e Panzer Dragoon Orta, uscito nel 2002 per Xbox.
Del videogioco è stata realizzata una conversione per Microsoft Windows, inclusa come bonus in Panzer Dragoon Orta. Un'altra versione del gioco, realizzata da Land Ho!, fa parte della raccolta Sega Ages 2500 per PlayStation 2.
Nel 2020 è stato realizzato un remake del titolo per Nintendo Switch. Il gioco è stato successivamente distribuito per Google Stadia e annunciato per PlayStation 4, Xbox One e Microsoft Windows.

## Modalità di gioco
Panzer Dragoon è uno sparatutto su rotaia, dove il giocatore può mirare e sparare ma non decidere la rotta del proprio spostamento.
Si può ruotare la propria visuale d'azione a 360 gradi, con grafica tridimensionale.